# Fontana del porto di Ripetta

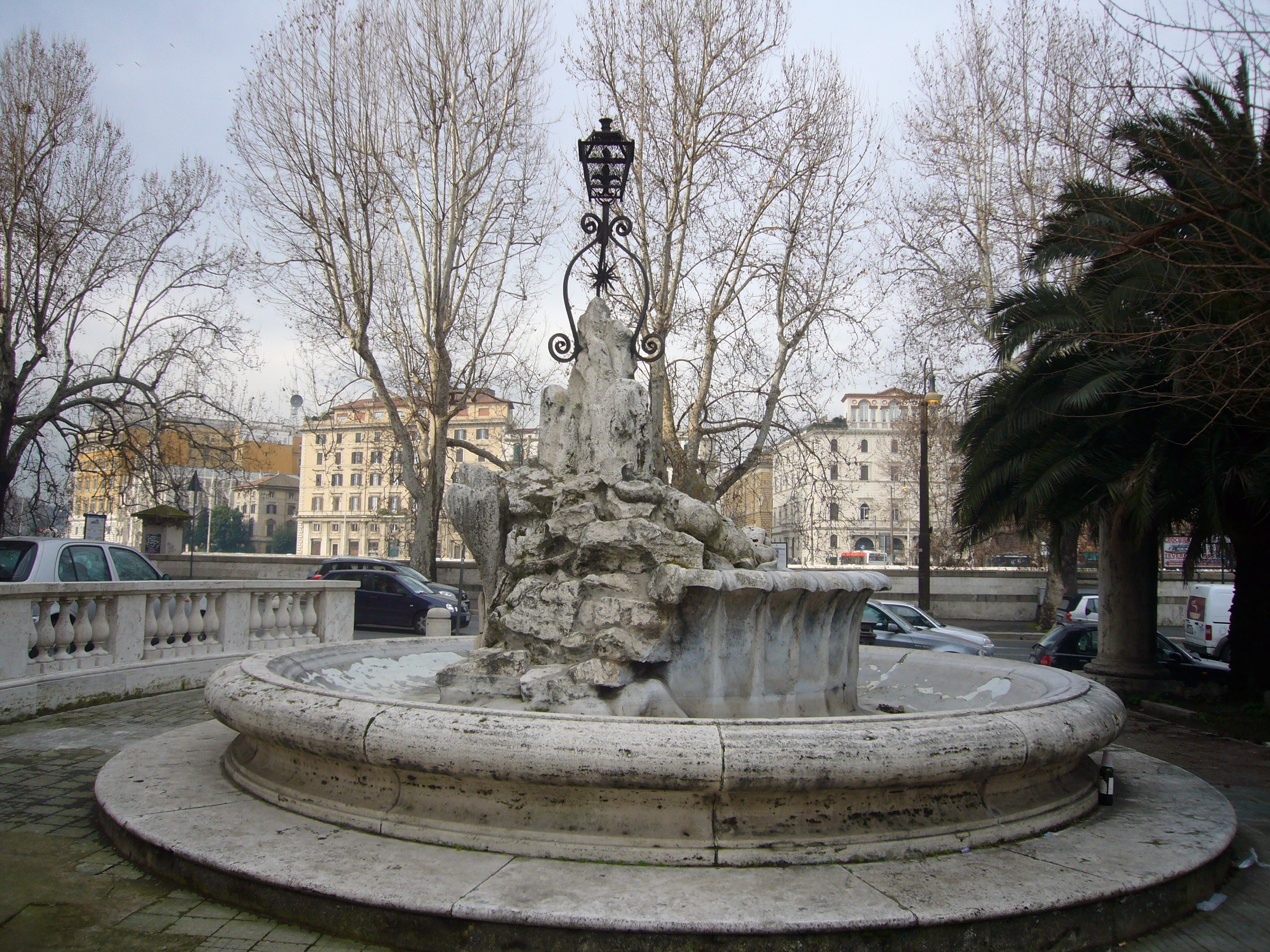
La fontana del porto di Ripetta

La fontana del porto di Ripetta (anche chiamata fontana del Navigatore o dei Navigatori) si trova a Roma, in piazza del Porto di Ripetta, dove fu trasferita ai primi del ’900 quando, per l'allargamento degli argini del Tevere, venne smantellato l'omonimo porto fluviale dove inizialmente si trovava.

## Descrizione storica
Sulla riva sinistra del fiume, a monte di Castel Sant'Angelo, venne costruito nel 1704 il porto di Ripetta, dedicato soprattutto al traffico con il retroterra umbro. Era il secondo porto fluviale di Roma per importanza, dopo quello principale di Ripa Grande, a poca distanza da Porta Portese, e fu costruito nella zona in cui fin dal XIV secolo venivano scaricati barconi provenienti dal nord.
La realizzazione, nel 1610, del nuovo acquedotto dell'Acqua Paola non aveva fatto passare in secondo piano i due costruiti qualche anno prima (l'Acqua Vergine nel 1570 e l'Acqua Felice nel 1587), e la possibilità di erigere altre fontane sulle loro diramazioni che intanto venivano costruite per una distribuzione idrica più capillare sull'intera città.

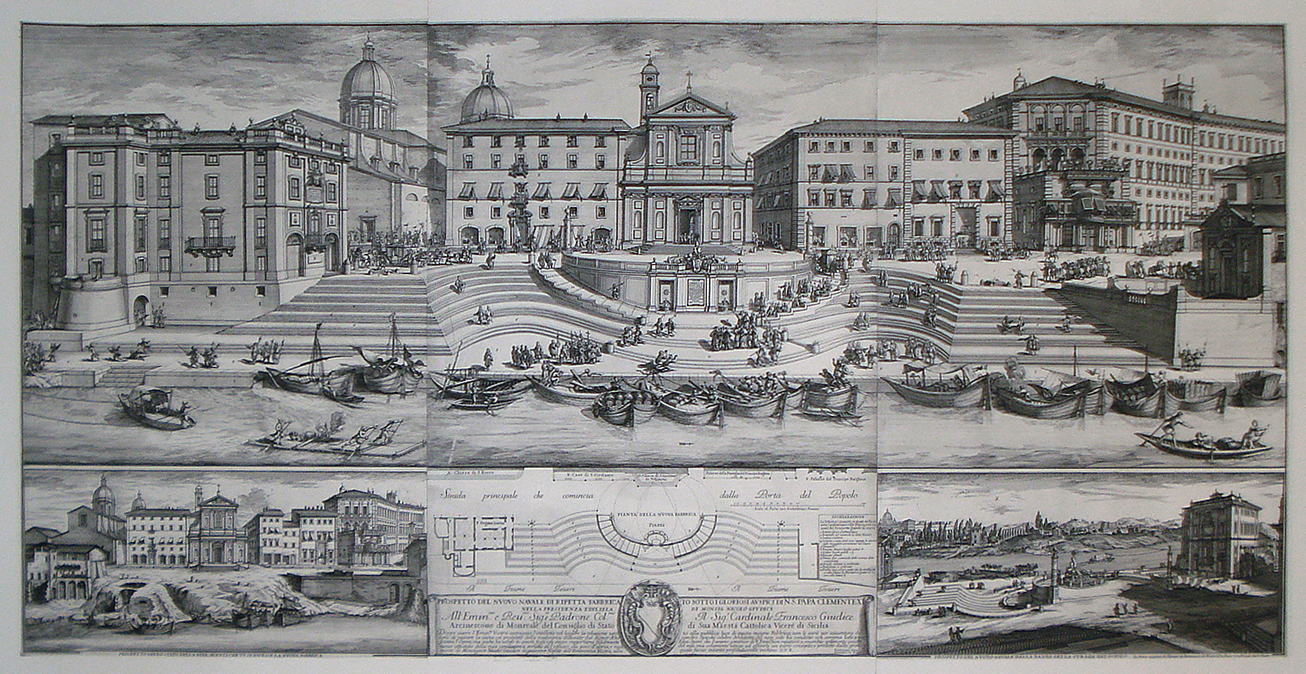
Alessandro Specchi, Porto di Ripetta

In particolare, quando l'architetto Alessandro Specchi, coadiuvato da Carlo Fontana, progettò e realizzò il porto, che prevedeva una larga doppia scalea che scendeva al livello dell'acqua, approfittò di una diramazione dell'Acqua Felice che passava nelle vicinanze per alimentare una fontana posta su un terrazzamento al centro della scalea. Il materiale per la costruzione del porto e della fontana era disponibile e gratuito: l'anno prima (il 3 febbraio 1703) un terremoto aveva fatto crollare 3 arcate del Colosseo, e il travertino era dunque a disposizione di chi ne avesse bisogno (con il benestare delle autorità).
Inaugurata il 16 agosto 1704, la composizione aveva la funzione principale di abbeveratoio per i numerosi animali da soma utilizzati per le operazioni di sbarco e imbarco delle merci.  Era strutturata in una semplice vasca ovale dal bordo bombato, senza alcun ornamento, contenente una seconda vasca vagamente cilindrica con i bordi scanalati per ottenere un gradevole effetto pioggia dall'acqua che precipitava nella vasca maggiore. Al centro una serie di elementi scultorei ispirati alle grandi fontane monumentali realizzate nel secolo precedente: un gruppo roccioso con due delfini dalle code incrociate tra i quali è posta una grossa conchiglia, mentre sulla sommità delle rocce è scolpito il trimonzio con la stella a otto punte simbolo araldico del papa Clemente XI allora regnante. Sul lato opposto della conchiglia un grande stemma pontificio. Qualche anno dopo l'inaugurazione della fontana venne aggiunto, in posizione centrale sul gruppo roccioso, un lampione in ferro battuto, la cui unica decorazione era rappresentata dalla stella papale ad otto punte: si trattava evidentemente di un accorgimento che tornava utile in caso di avvicinamento al porto nelle ore notturne. L'acqua zampillava dalle bocche e dalle code dei delfini e dall'interno della conchiglia.
Ai lati della fontana erano poste due colonne con funzioni di idrometro per la misurazione del livello delle piene del Tevere.
Verso la metà del XIX secolo i porti fluviali cominciarono a perdere d'importanza, soppiantati soprattutto dal più pratico trasporto ferroviario. Nel 1893 furono allargati gli argini per la costruzione prima di ponte Cavour e poi, nei primi anni del secolo seguente, dei muraglioni; il porto fu smantellato definitivamente e la fontana con le due colonne fu smontata e riposta in magazzino per essere poi riassemblata, nel 1930, con qualche modifica, nella vicina piazza del Porto di Ripetta, dove il gruppo si trova tuttora, su un rialzo del livello stradale. Secondo una versione diversa da quella riportata in precedenza, fu in quest'occasione che venne aggiunto il lampione, in sostituzione della stella a otto punte di papa Clemente XI  scomparsa.
La fontana è rimasta comunque funzionante fino agli ultimi anni del secolo scorso, quando fu privata dell'alimentazione idrica rimanendo a secco.